# Poklečani
Poklečani (en cyrillique : Поклечани) est un village de Bosnie-Herzégovine. Il est situé dans la municipalité de Posušje, dans le canton de l'Herzégovine de l'Ouest et dans la fédération de Bosnie-et-Herzégovine. Selon les premiers résultats du recensement bosnien de 2013, il compte 978 habitants.

## Démographie

### Évolution historique de la population dans la localité
| 1948 | 1953 | 1961  | 1971  | 1981 | 1991 | 2013 |
| ---- | ---- | ----- | ----- | ---- | ---- | ---- |
| -    | -    | 1 108 | 1 060 | 890  | 808  | 978  |

|  |

### Communauté locale
En 1991, la communauté locale de Poklečani comptait 1 636 habitants, répartis de la manière suivante :